# Brehmestraße (Weimar)
In der Nordvorstadt von Weimar im Bahnhofsviertel befindet sich die Brehmestraße. 
Benannt wurde sie 1889 nach dem Weimarer Arzt und Landtagsabgeordneten Richard Brehme (1826–1887).
Sie ist die Parallelstraße östlich zur Brennerstraße und verläuft von der Schopenhauerstraße bis zur Carl-von-Ossietzky-Straße. Die Gebäude sind aus der Gründerzeit.
Für den Geltungsbereich Brehmestraße 1–10 steht der Straßenzug auf der Liste der Kulturdenkmale in Weimar (Sachgesamtheiten und Ensembles).
Koordinaten: 50° 59′ 24,9″ N, 11° 19′ 43,6″ O